# Tennis under sommer-OL 2016 (herresingle)
Mændenes single i tennis under sommer-OL 2016 i Rio de Janeiro på Olympic Tennis Centre i perioden 6.–14. august 2016. 

## Program
| August       | August       | August       | August       | August                  | August       | August       | August      | August                            |
| 6            | 7            | 8            | 9            | 10                      | 11           | 12           | 13          | 14                                |
| 11:00        | 11:00        | 11:00        | 11:00        | —                       | 11:00        | 12:00        | 12:00       | 12:00                             |
| ------------ | ------------ | ------------ | ------------ | ----------------------- | ------------ | ------------ | ----------- | --------------------------------- |
| Rund3 med 64 | Rund3 med 64 | Rund3 med 32 | Rund3 med 32 | Aflyst på grund af regn | Runde med 16 | Kvartfinaler | Semifinaler | Bronzemedaljekamp Guldmedaljekamp |

## Eksterne links
- Men's Singles Drawsheet Arkiveret 7. august 2016 hos  Wayback Machine
- Olympic Tennis Event Arkiveret 15. august 2016 hos  Wayback Machine
- Entry List Arkiveret 7. august 2016 hos  Wayback Machine